# مظهر أبو النجا
مظهر أبو النجا (زاده دهم ژوئن ۱۹۴۱ درٰ دقهلیه مصر، درگذشته اول ماه مه ۲۰۱۷) کمدین مصری و بازیگر تئاتر بود.

## زندگی
مظهر أبو النجا در شرکت پارچه بافی کابو در اسکندریه مصر کار می‌کرد، سپس به سوی تئاتر کشیده شد و در بسیاری از صحنه‌های تئاتر بازی کرد. در میان برجسته‌ترین تئاترهایی که بازی کرده می‌توان به تئاتر موز و ضربه‌های چاقو و همسر در شکارگاه اشاره کرد. او در سال ۱۹۷۱ به تئاتر الریحانی منتقل شد و به عنوان کارگردان تئاترهای بای بای، صاحب آبی، برادران أندال را کارگردانی کرد. او با عبارت خنده‌آور یا حلاوه مشهور است. از مهمترین فیلم‌های او ماجراجویان دریا، ربوده شده و فقیر و ثروتمند را می‌توان نام برد.

## درگذشت
مظهر ابوالنجا در صبح روز دوشنبه اول ماه مه سال ۲۰۱۷ در یکی از بیمارستانهای خصوصی مصر، به دلیل بیماری در سن ۷۶ سالگی درگذشت. او تا زمان درگذشت از بیماری نارسایی کلیه رنج می‌برد.

## تئاترها و فیلم‌ها

### تئاترها
از جمله تئاترهای او عبارت است از:
- تئاتر آشیانه دیوانگان
- تئاتر عبده رامبو را به چالش می‌کشد
- تئاتر علیوه مسافر لندن
- میمون و ابله
- شعبان در بالای آتشفشان و فرزندان دراکولا[۱]

### فیلم‌ها
از او نزدیک به ۲۹ فیلم به جا مانده که از جمله آن‌ها می‌توان به حسن و بلقظ، هالو کایرو، ماجراجویان در دریا، ربوده شده، فقیر و ثروتمند، وصیت مرد دیوانه و تعدادی فیلم دیگر اشاره کرد.